# Lucky tattie

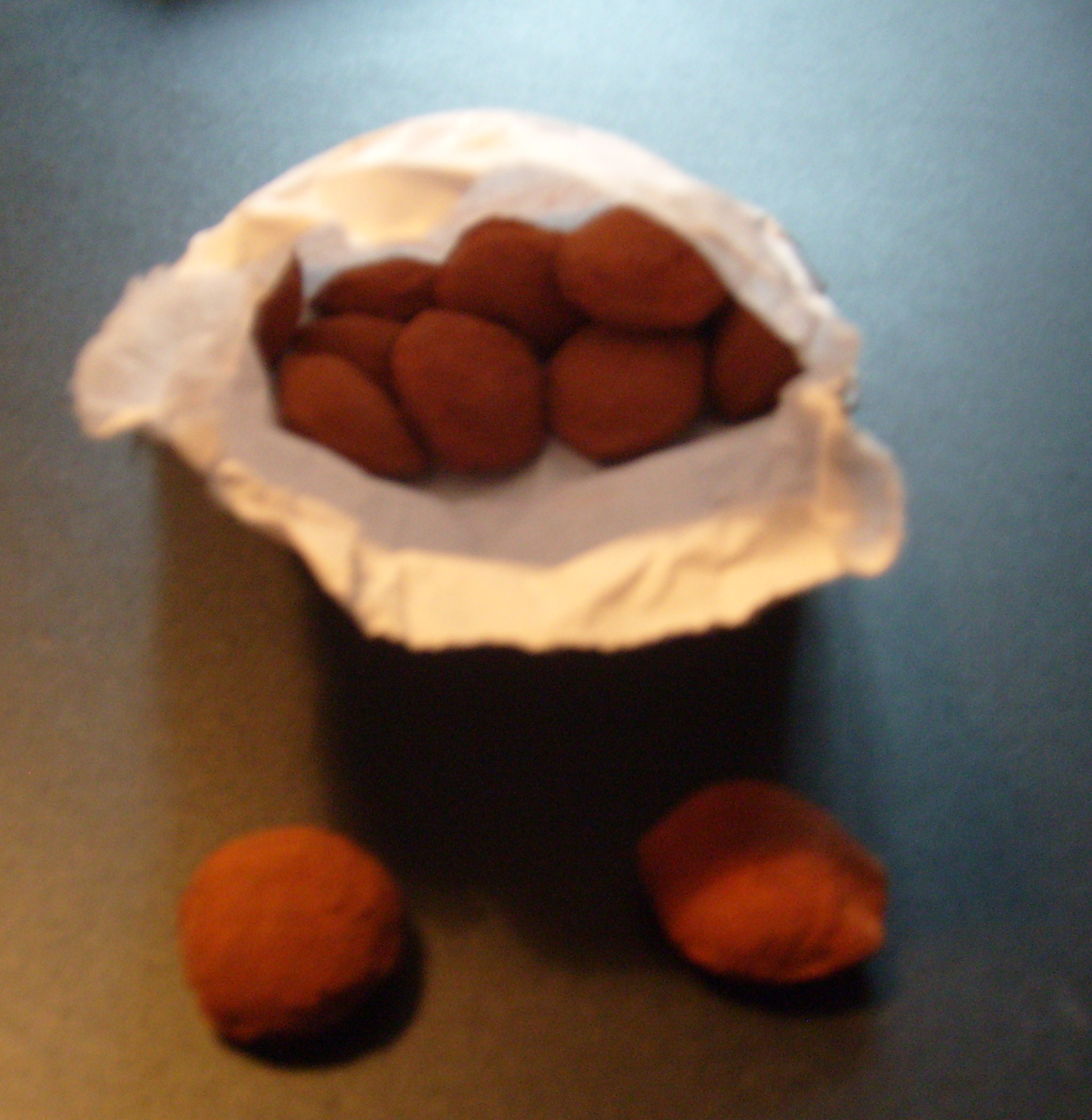
Bolsa que contiene Lucky Tatties.

El Lucky Tattie es un tipo de dulce tradicional elaborado en Escocia. El Lucky Tattie está hecho de un núcleo sólido de fondant blanco aromatizado con casia, cocido al vapor y cubierto con canela en polvo. La golosina solía contener un pequeño amuleto de la suerte de plástico en el centro (como un animalito o un juguete), de ahí la suerte. Por motivos de salud y seguridad, fueron retirados.